# Кристинь, Гризелда
Гризе́лда Кристинь (Кристиня) (лив. Grizelda Kristiņ, латыш. Grizelda Kristiņa, дев. Бертольде (Bertholde); 19 марта 1910, Вайде, Виндавский уезд, Курляндская губерния, Российская империя — 2 июня 2013, Канада) — до 2 июня 2013 года старейшая представительница ливского народа и старейший в мире носитель ливского языка. Была последней полноценной носительницей ливского языка (первый родной язык): после её смерти в мире не осталось ни одного человека, для которого ливский язык был бы родным языком или кто говорил бы на нём свободно. Одним из последних проектов по сохранению ливского языка явилась аудиозапись Гризелдой Кристинь десяти уроков из учебника Керсти Бойко «Līvõ kēļ».

## Биография
Родилась в ливской семье Петера и Лизе Бертольд в 1910 году. Родственница (кузина) Виктора Бертольда.
Окончила начальную школу в усадьбе Лажи (латыш. Lāži). Затем училась в Мазирбе. В 1930-х училась в Финляндии, где окончила институт домашнего хозяйства в городе Ориматтила.
Негативно отнеслась к советизации Латвии, в 1944 году эмигрировала в Швецию. В 1951 году эмигрировала в Канаду. В 2010 году отметила 100-летний юбилей.